# Keeps Gettin' Better: A Decade of Hits
Keeps Gettin' Better: A Decade of Hits es el primer álbum de los grandes éxitos de la cantante de pop estadounidense Christina Aguilera, el cual fue lanzado por el sello discográfico RCA el 7 de noviembre de 2008 en los Estados Unidos y poco después en todo el mundo.
Keeps Gettin' Better: A Decade of Hits reúne a los principales sencillos de los cuatro primeros álbumes de estudio de Christina Aguilera: Christina Aguilera, Mi reflejo, Stripped, Back to Basics; dentro de los cuales se incluye algunos éxitos masivos a nivel mundial como "Genie in a Bottle", "Dirrty", "Beautiful" y "Ain't No Other Man", para América Latina y España tiene los éxitos "Ven conmigo (Solamente tú)" y "Falsas esperanzas". En cuanto a la edición lanzada internacionalmente fueron incluidos colaboraciones de gran éxito para Christina como "Lady Marmalade" excluida de la banda sonora de la película Moulin Rouge!, y también fue incluida la canción "Nobody Wants to Be Lonely" excluida del álbum de Ricky Martin, Sound Loaded. En la versión británica y japonesa fue incluido el tema "The Voice Within" el quinto y último sencillo de Stripped.
Además de dichos sencillos, Keeps Gettin' Better: A Decade of Hits incluye a dos canciones producidas por Linda Perry, inéditas hasta el año 2008: "Dynamite" y "Keeps Gettin' Better" esta última tuvo un buen debut colocándose en el número 7 en Billboard Hot 100 (lista más importante en los Estados Unidos) y se ha encontrado en el número 11 de las canciones más tocadas en las radios de pop Americanas y en cuanto a los clubes/antros de los Estados Unidos se ubicó en el número 7 más sonada. Actualmente en dicho país la canción supera la cifra de 1 000 000 de ventas en formato digital, sin contar ventas físicas del sencillo. Por otra parte Aguilera uso sus canciones populares "Genie in a Bottle" y "Beautiful" para convertirlas en una nueva remezcla llamadas "Genie 2.0" y "You Are What You Are" respectivamente con un tono de pop futuristico. Aguilera comentó que las canciones inéditas de este recopilatorio de éxitos junto con las re-mezclas era un adelanto a lo que sería el género de su quinto álbum de estudio Bionic (2010).
Al igual que los álbumes de estudio de Christina Aguilera, tras su lanzamiento, Keeps Gettin' Better: A Decade of Hits debutó instantáneamente en las primeras posiciones de diversas listas musicales de álbumes de alrededor del mundo. Caso especial fue el de la Billboard 200 de los Estados Unidos, donde debutó en la posición número 9, tras vender 75 000 copias en su primera semana en el país y de acuerdo con Nielsen SoundScan, Keeps Gettin' Better: A Decade of Hits ha vendido en ese país más de 503 000 copias a pesar de tener una exclusivista con las tiendas Target, la cual se anuló a principios del 2010. El álbum recibió certificaciones de disco de oro en Japón, Rusia, Irlanda, Bélgica y Reino Unido, mientras que en Australia recibió certificación de doble disco de platino.
A mediados 2011, casi tres años después Keeps Gettin' Better: A Decade of Hits volvió a ingresar a las listas de popularidad como la de Billboard 200, fue un logro importante para el álbum teniendo en cuenta que salió a la venta en el 2008. Mundialmente lleva 1.5 millones de copias vendidas.

## Información de la compilación
| "Fue difícil mirar hacia atrás - fue sorprendente, fue muy gratificante ver la cantidad de trabajo duro que he realizado durante los últimos 10 años, cuando usted está en él, que no se dan cuenta, ya que se acumula la cantidad. que has hecho y lo lejos que has llegado. no puedo creer que haya pasado una década ya. En el álbum quería incluir todas las canciones que sé que amaba y que son complacientes de multitudes y grapas reales de mi carrera hasta el momento". Aguilera durante el desarrollo del álbum.} |

Es el primer álbum recopilatorio de la cantante e incluye sus más exitosas canciones, entre ellas, cuatro sencillos número 1 en el Billboard Hot 100, "Genie in a Bottle", "What a Girl Wants", "Come On Over Baby (All I Want Is You)" y "Lady Marmalade". Asimismo, Christina regrabó para esta compilación las canciones «Genie in a Bottle» (con el título de "Genie 2.0" y presentado durante su actuación en los MTV Video Music Awards) y "Beautiful" (con el título "You Are What You Are"), con el fin de mostrar una anticipo del estilo de música de lo que sería su quinto álbum de estudio. Cuando Christina fue preguntada sobre estas canciones regrabadas, dijo: "Yo quería jugar reinventando 'Genie in a Bottle' y 'Beautiful'. Algo así como dándoles una nueva vida en una dirección completamente diferente y para darle a la gente un pequeño avance de lo que viene."
El álbum incluye además dos nuevas temas, "Keeps Gettin' Better" como único sencillo y «Dynamite». Aguilera explicó un poco el estilo del álbum: "En este tiempo, estoy jugando con este elemento de super héroe basado en el hecho de que los fans ha crecido conmigo desde que tenía 17 años, y han apoyado continuamente mis cambios a través de mi carrera." El número de canciones varía respecto a las diversas ediciones en cada continente. También se lanzó una versión de lujo, que incluye un disco con los hits y otro con sus diez mejores vídeos en sus 10 años de carrera. Las fotografías del librillo del álbum fueron tomadas por la fotógrafa, Ellen von Unwerth.

### Producción
La producción de las dos nuevas canciones se llevó a cabo por Linda Perry y la escritura por Aguilera y Perry, y las dos regrabadas fueron producidas también por Perry (las cuales fueron mencionadas anteriormente), las grabaciones fueron hechas a mediados de 2008.

## Crítica
El álbum recibió críticas generalmente positivas de críticos. Allmusic con el escritor Stephen Thomas Erlewine dijo "Keeps Gettin' Better prueba que ningún otro cantante de pop adolescente de su época tiene un mejor historial que Christina y si las nuevas canciones son una indicación, el título de este accesos borrador no es mentira tampoco". Nick Levine de Digital Spy destacó la "actitud valiente" presentó y comparó sus grabaciones con las de la cantante estadounidense Britney Spears diciendo "Ella pudo haber comenzado con un material similar a otro alumno de Mickey Mouse Club, pero Aguilera le ha pasado a cosas más grandes y mejores más rápidamente que a Britney Spears, la mayor parte de su tercer álbum, Stripped, y haciendo su cuarta, Back To Basics, con un 2-CD fr pop-soul-jazz-blues". Chris Willman de Entertainment Weekly señaló la falta de estilos tradicionales Aguilera indicando "La cantante ha desterrado melisma y bandas de estas confecciones electrónicos, y sus chuletas sonar como conjunto caliente en fuego lento". También compara el "You Are What You Are (Beautiful)" remix a John Lennon que señala que "La verdadera curiosidad es una redo 'Beautiful' que imagina cómo John Lennon podría haber sonado si hubiera vivido en la era de la electro". Nick Butler de Sputnikmusic recibido positivamente las nuevas grabaciones de Aguilera diciendo" Christina la cantante pop ha muerto, larga vida a Electro Christina. ella no pudo dar señal más clara si se anunció el título del próximo álbum Bionic. en cualquier caso, estos cuatro pistas son más que suficientes para construir la anticipación de lo que podría ser un muy, muy buen disco".

## Sencillos

### "Keeps Gettin' Better"

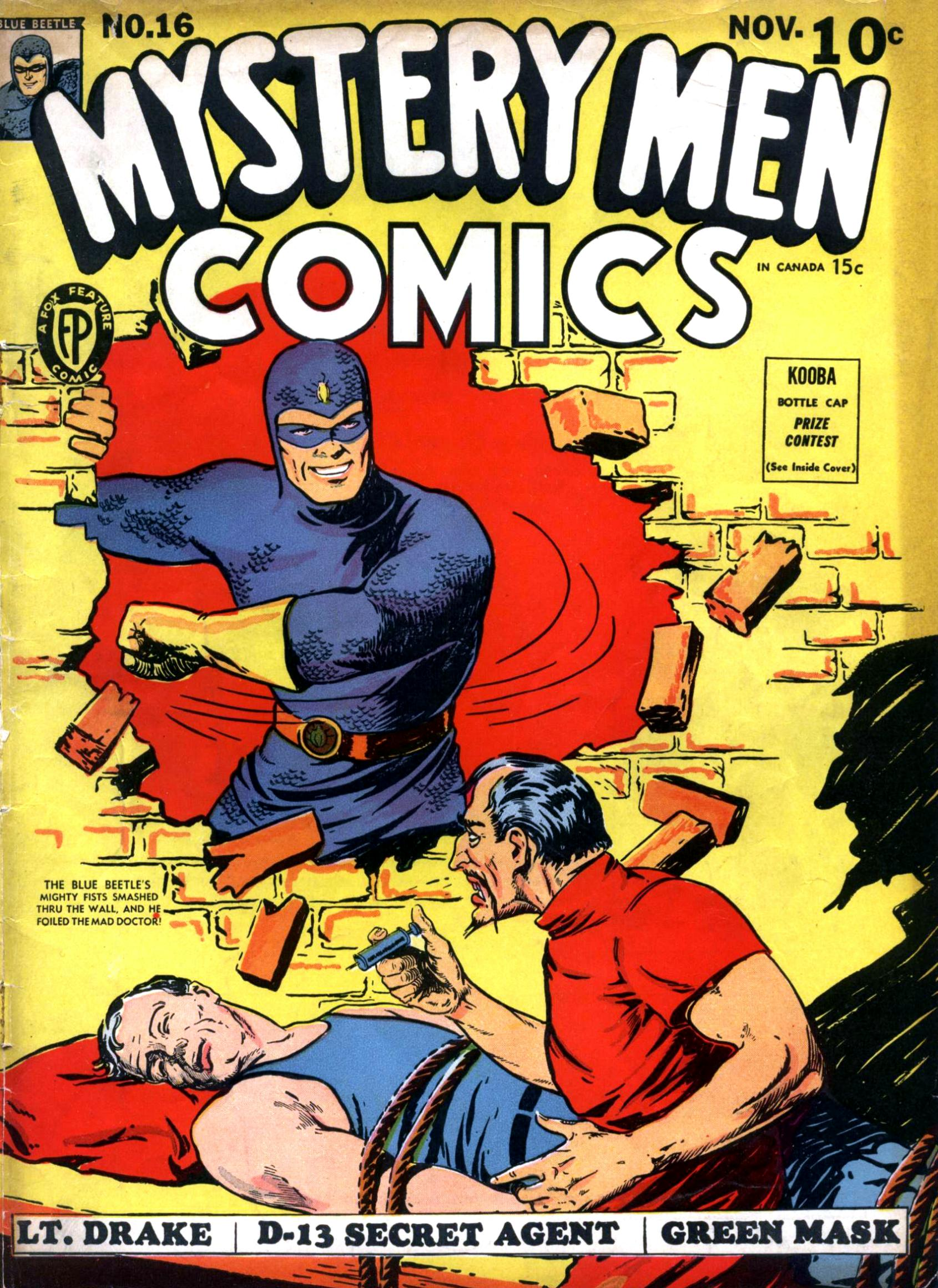
Aguilera se inspiró en cómics para el video de «Keeps Gettin' Better».

"Keeps Gettin' Better" la canción que dio su título al álbum, fue el primer y, solo en el caso de Estados Unidos, único sencillo de este. La canción fue lanzada digitalmente el lunes 30 de septiembre de 2008 en los Estados Unidos. El lunes 3 de noviembre de 2008 en el Reino Unido. La fecha coincidió con los lanzamientos digitales de los sencillos «Forgive Me» de Leona Lewis, "If I Were a Boy" de Beyoncé y "Womanizer" de Britney Spears. Los medios de comunicación británicos denominaron como «Super Monday» a aquel día, pues fue el día de los lanzamientos de los sencillos más esperados por los seguidores de las cuatro cantantes.
A partir del 24 de octubre, se comenzó a estrenar en iLike el Behind The Scenes (Keeps Gettin´ Better (Behind The Scene)) de un día de grabación, que incluyó entrevistas cortas con Christina Aguilera (Keeps Gettin' Better: Behind the Scenes Part 1) (Keeps Gettin' Better: Behind the Scenes Part 2) (Keeps Gettin' Better: Behind the Scenes Part 3). El video musical hizo su debut en iTunes Store el lunes, y el 28 de octubre en TRL. Fue publicado en iLike el 27 de octubre.
Popjustice dijo, "El video, que fue filmado por Peter Berg (Hancock) contará con Aguilera como Catwoman, pero el video es un motín de los cambios de vestuario, makeovers, múltiples' escenarios' y Christina parece divertirse". People informó, "Me gustó mucho hacer el vídeo. Ser un artista que le gusta jugar con diferentes aspectos, se trata de un montón de diversión para retratar diversos personajes dentro de la misma escena". En el vídeo se puede ver a Christina produciendo diversas imágenes y vídeos que retratarían las frases de "super perra" y "super chica". Primero aparece como una mujer hippie con una cámara antigua, luego aparece montando una bicicleta en un campo de flores, después manejando un carro con cabello morado, y finalmente personificando a Catwoman en diferentes maneras. People informó, "Me gustó mucho hacer el vídeo. Ser un artista que le gusta jugar con diferentes aspectos, se trata de un montón de diversión para retratar diversos personajes dentro de la misma escena".
El 21 de septiembre entra en la lista Australian ARIA Charts en el número 26. Ha tenido un buen comportamiento en la lista Canadian Hot 100: Debutó en el número 16, una semana después es marcada como "Greatest Airplay, Sales Gainer" moviéndose hasta el número 4, y alcanzando el número 2 en la tienda digital Canadian iTunes Store. El 30 de septiembre, es lanzada en la tienda digital iTunes Store en Estados Unidos, ingresando al número 7 en menos de unas cuantas horas, y alcanzando el número 2 en la lista de iTunes Top 100 songs. Logró vender 143.895 descargas legales en la primera semana, suficientes para que entrara en el número 3 en la lista Hot Digital Tracks y número 5 en el Hot Digital Songs de la revista Billboard, acomulando hasta ahora aproximadamente de 2 millones de descargas digitales.
«Keeps Gettin' Better» se ha encontrado en el número 11 de las canciones más tocadas en las radios de pop Americanas.
En la lista estadounidense Billboard Hot 100 entra en el número 7 en la semana del 18 de octubre del 2008, siendo el más alto ingreso de la semana, y es también el más alto debut de Aguilera en la lista Hot 100. Según Nielsen SoundScan, hasta septiembre de 2012, «Keeps Gettin' Better» vendió 1 100 000 descargas en Estados Unidos, donde se convirtió en uno de los sencillos más vendidos de Aguilera en formato digital.

#### Rendimiento del sencillo en las listas
| Año  | Sencillo               | Mejor posición    | Mejor posición            | Mejor posición      | Mejor posición     | Mejor posición          | Mejor posición       | Mejor posición           | Certificaciones   | Certificaciones           | Certificaciones     | Certificaciones    | Certificaciones         | Certificaciones      | Certificaciones          |
| Año  | Sencillo               | América           | América                   | Europa              | Europa             | Europa                  | Oceanía              | Oceanía                  | América           | América                   | Europa              | Europa             | Europa                  | Oceanía              | Oceanía                  |
| Año  | Sencillo               | Bandera de Canadá | Bandera de Estados Unidos | Bandera de Alemania | Bandera de Francia | Bandera del Reino Unido | Bandera de Australia | Bandera de Nueva Zelanda | Bandera de Canadá | Bandera de Estados Unidos | Bandera de Alemania | Bandera de Francia | Bandera del Reino Unido | Bandera de Australia | Bandera de Nueva Zelanda |
| ---- | ---------------------- | ----------------- | ------------------------- | ------------------- | ------------------ | ----------------------- | -------------------- | ------------------------ | ----------------- | ------------------------- | ------------------- | ------------------ | ----------------------- | -------------------- | ------------------------ |
| 2004 | "Keeps Gettin' Better" | 4                 | 7                         | 1                   | 1                  | 14                      | 6                    | 3                        | 9                 | —                         | —                   | —                  | —                       | 3                    | 2                        |

## Promoción del álbum

### Presentaciones en vivo

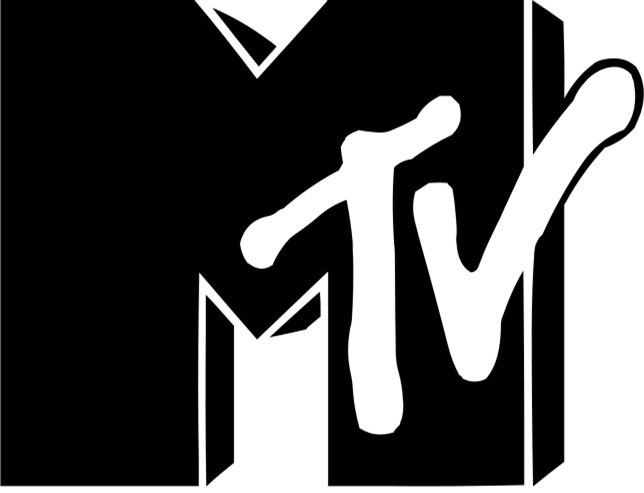
Aguilera interpretó por primera vez la canción en MTV Movie Awards 2010, con una coreografía energética.

En una conferencia de prensa en Paramount Studios en Los Ángeles, Aguilera confirmó que se presentará en los MTV Video Music Awards 2008. Se refirió a lo que su hijo recién nacido, Max, para ver la actuación, diciendo: "Esta será la primera vez que me mirara realizando una presentación en la televisión, pero solo por un tiempo porque realmente no puede ver la televisión todavía. Voy a hacer una excepción para los Video Music Awards". Aguilera discute el concepto de la actuación de antemano diciendo "Usted va a tener una primera mirada y una primera escucha en mi nueva imagen y mi nuevo sonido". "El estilo de mi último álbum, y el sonido estaba en glamour-clásico, éste tiene que ver con el futuro", concluyó. La actuación comenzó con Aguilera de pie en una torre de cajas de luces de neón, cantando "Genie 2.0", mientras que llevaba un traje de cuero ajustado al cuerpo y accesorios con brazaletes de plata, una máscara de gato negro de cuero negro, capa y pelo rubio platino. Entonces, ella comenzó a interpretar "Keeps Gettin' Better". Nick Levine de Digital Spy llamó el rendimiento "descarado, hábilmente-coreografía".

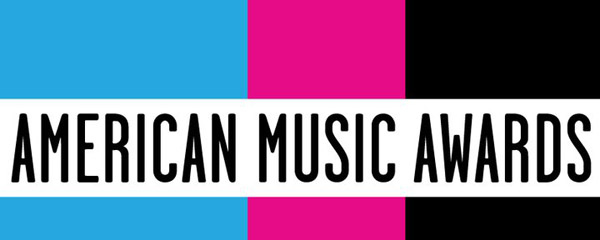
Christina Aguilera se presentó en los American Music Awards para interpretar la canción.

Las siguientes presentaciones fueron hechas en un pequeño tour por Europa no transmitidas públicamente; primero en el evento Africa Raising en el Reino Unido y después en Ucrania y Emiratos Árabes Unidos. La última vez que hizo una presentación en vivo de la canción fue en los American Music Awards del 2008, donde la acortó ya que hizo un medley/popurrí de varios de sus éxitos musicales como "Beautiful", la canción antes mencionada, "Genie in a Bottle", "Dirrty", "Ain't No Other Man" y "Fighter" respectivamente, dicha actuación fue muy aclamada por críticos de música.

## Recepción

### Adelanto a su próximo álbumBionic
Christina desde un principio cuando promocionaba su primer recopilatorio, mencionó que las canciones inéditas de este álbum recopilatorio y las re-mezclas como "Genie 2.0" y "You Are What You Are" (también incluidas en el álbum) con sonidos pop futuristicos era un adelanto a lo que sería su próximo álbum para ese entonces, Bionic el cual sería lanzado a finales del 2009 pero con atrasos de la RCA Records (disquera de Aguilera) fue lanzado hasta mediados del año 2010.
Aguilera también mencionó que su próximo álbum se inspiraría en la cultura japonesa, donde podemos observar la portada del disco Bionic con unos chongos hacia atrás y la cara mitad de robot.

### Exclusividad con Target Corporation
Esta compilación de grandes éxitos fue lanzada exclusivamente a través de la cadena de tiendas Target Corporation el 11 de noviembre del 2008 en los Estados Unidos. A partir del 30 de septiembre del 2008, se pudo preordenar el álbum en línea y se combinó con una descarga gratuita del único sencillo oficial del álbum, «Keeps Gettin' Better». A principios del 2010, la exclusividad se anuló y el álbum se volvió disponible en cualquier discotienda estadounidense. Por otra parte, a pesar de tener una exclusivista con las tiendas Target Corporation el álbum vendió un poco más de 1 millón de copias alrededor del mundo, dicha exclusividad se anuló a principios del 2010.

### Comercial

El álbum Keeps Gettin Better: A Decade of Hits tuvo una exclusividad con la tienda Target Corporation, anulada hasta principios de 2010.

En los Estados Unidos el álbum debutó en el número 9 de Billboard 200, vendiendo 75,000 copias la primera semana. El álbum estuvo 27 semanas en la lista. Según Nielsen SoundScan, hasta septiembre de 2012, Keeps Gettin' Better: A Decade of Hits vendió 495 000 copias en Estados Unidos. En Australia, el álbum debutó en el número 8 el 23 de noviembre de 2008, el álbum pasó 9 semanas en la lista, fue certificado Platino por vender más de 70,000 copias. En Austria, el álbum debutó en el número 10 en noviembre de 2008 donde pasó 5 semanas en lista. En Bélgica, el álbum debutó en el número 67 en la tabla de Flandes el 15 de noviembre de 2008, poco a poco llegó a la posición número 23 la más alta, durando 14 semanas en el charts. En la lista de Bélgica Valonia el álbum debutó en el número 100, su posición más alta fue el número 24, durante 17 semanas en la lista y fue certificado Oro. En Holanda, el álbum debutó en el número 28 en la lista de álbumes holandés. El álbum pasó 11 semanas en chart. En Finlandia, el álbum debutó en el número 9, de paso 6 semanas en la lista. En Italia, el álbum pasó solo 2 semanas en el Top 20 en la posición número 15 de la tabla. En Irlanda, el álbum alcanzó el número 9 en la carta de los álbumes, y desde entonces ha sido oro certificado. En Suecia, el álbum debutó en el número 41 en la carta de los álbumes de noviembre de 2008 y pasó 5 semanas en la lista. En el Reino Unido el álbum debutó en el número 10 en la tabla y desde entonces ha sido certificado disco de oro.

## Ediciones

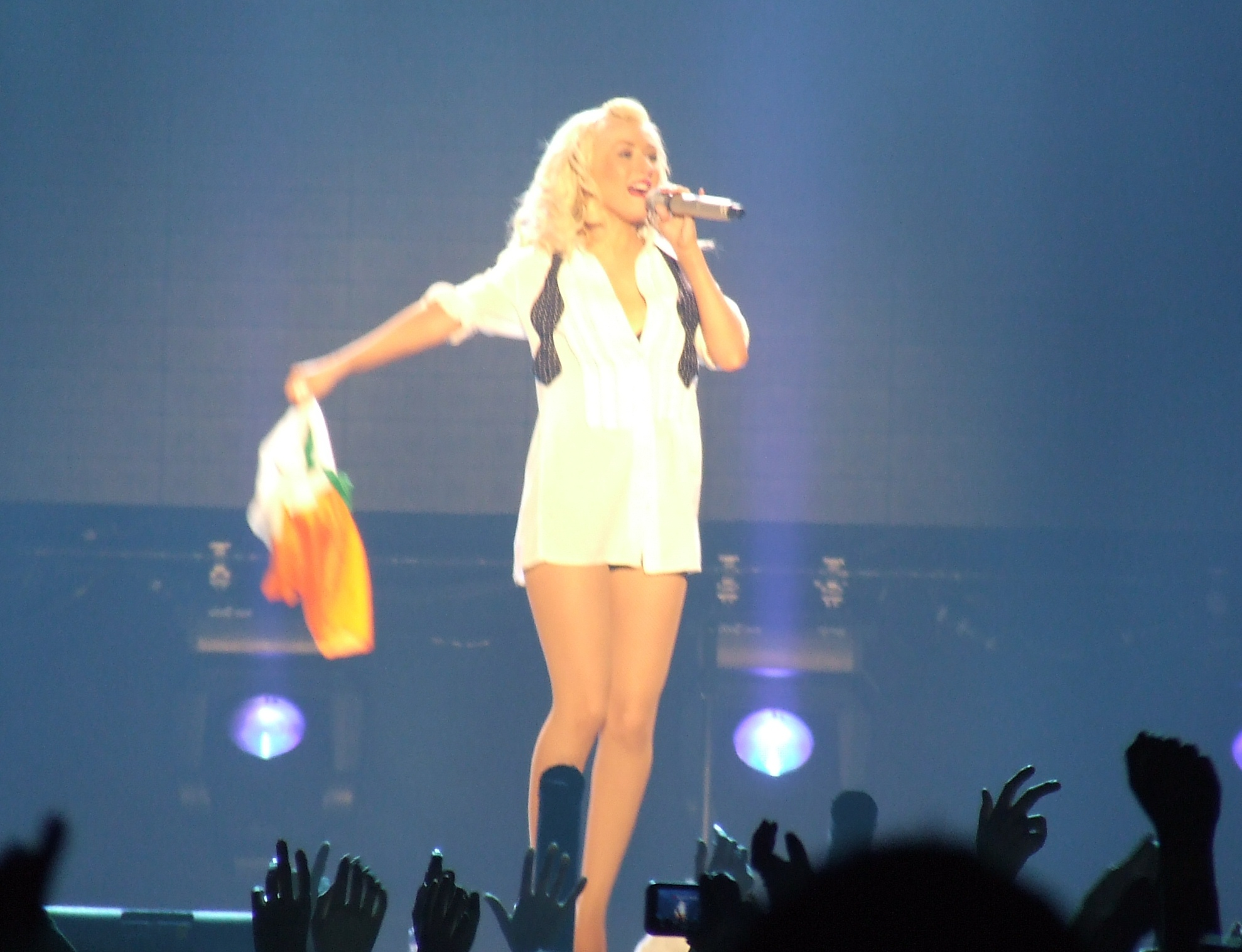
Aguilera interpretando "Beautiful" en Back to Basics Tour

### CD
La edición CD de Keeps Gettin' Better: A Decade of Hits lanzada en Estados Unidos, está conformada por "Keeps gettin' better", el único sencillo de este, "Dynamite" sencillo promocional del álbum, las reediciones de "Genie in a Bottle"; "Genie 2.0" y "Beautiful": "You Are What You Are" y por los 10 sencillos principales de los 4 álbumes de estudio de Christina Aguilera: Christina Aguilera, Mi reflejo, Stripped, y Back to Basics, respectivamente.
Internacionalmente fueron incluidos colaboraciones de gran éxito para Christina, "Lady Marmalade", canción número 1 en más de 20 países y banda sonora de la película Moulin Rouge! con la colaboración de Lil' Kim, P!nk y Mýa y "Nobody Wants to Be Lonely" excluida en el álbum de Ricky Martin, Sound Loaded de 2001. En las versiones británica y japonesa fue incluido el tema "The Voice Within", el quinto y último sencillo de Stripped. En la edición para el mundo hispano, fueron incluidos dos temas totalmente en español "Ven conmigo" y "Falsas esperanzas".
| Álbum de estudio                                                                                             | Productor | Año | Sencillo | Posición más alta                                                                                            | Posición más alta                                                                                            | Posición más alta                                                                                            | Certificaciones                                                                                              | Certificaciones                                                                                              | Certificaciones                                                                                              |
| Álbum de estudio                                                                                             | Productor | Año | Sencillo | Bandera de Estados Unidos                                                                                    | Bandera del Reino Unido                                                                                      | Bandera de Australia                                                                                         | Bandera de Estados Unidos                                                                                    | Bandera del Reino Unido                                                                                      | Bandera de Australia                                                                                         |
| Sencillos recopilados por la edición CD de Keeps Gettin' Better: A Decade of Hits, lanzada en Estados Unidos | Sencillos recopilados por la edición CD de Keeps Gettin' Better: A Decade of Hits, lanzada en Estados Unidos     | Sencillos recopilados por la edición CD de Keeps Gettin' Better: A Decade of Hits, lanzada en Estados Unidos | Sencillos recopilados por la edición CD de Keeps Gettin' Better: A Decade of Hits, lanzada en Estados Unidos | Sencillos recopilados por la edición CD de Keeps Gettin' Better: A Decade of Hits, lanzada en Estados Unidos | Sencillos recopilados por la edición CD de Keeps Gettin' Better: A Decade of Hits, lanzada en Estados Unidos | Sencillos recopilados por la edición CD de Keeps Gettin' Better: A Decade of Hits, lanzada en Estados Unidos | Sencillos recopilados por la edición CD de Keeps Gettin' Better: A Decade of Hits, lanzada en Estados Unidos | Sencillos recopilados por la edición CD de Keeps Gettin' Better: A Decade of Hits, lanzada en Estados Unidos | Sencillos recopilados por la edición CD de Keeps Gettin' Better: A Decade of Hits, lanzada en Estados Unidos |
| --- | --- | --- | --- | --- | --- | --- | --- | --- | --- |
| Christina Aguilera                                                                                           | David Frank, Steve Kipner & Pamela Sheyne                                                                        | 1999 | "Genie in a Bottle"                                                                                          | 1 | 1 | 2 | ▲ | 2▲ | 2▲ |
| Christina Aguilera                                                                                           | David Frank, Steve Kipner & Pamela Sheyne                                                                        | 1999 | "What a Girl Wants" Versión remix                                                                            | 1 | 3 | 5 | ● | — | ▲ |
| Christina Aguilera                                                                                           | Diane Warren | 2000 | "I Turn to You"                                                                                              | 3 | 19 | 40 | — | — | — |
| Christina Aguilera                                                                                           | Johan Aberg, Paul Rein, Christina Aguilera, Ron Fair, C. Blackmon, R. Cham, E. Dawkins, Shelly Peiken, Guy Roche | 2000 | "Come On Over Baby (All I Want Is You)"                                                                      | 1 | 8 | 9 | ● | — | ▲ |
| Mi reflejo                                                                                                   | Rudy Pérez | 2000 | "Ven conmigo (Solamente tú)"                                                                                 | — | — | — | — | — | — |
| Mi reflejo                                                                                                   | Rudy Pérez | 2000 | "Falsas esperanzas"                                                                                          | — | — | — | — | — | — |
| Moulin Rouge!                                                                                                | Bob Crewe, Kenny Nolan                                                                                           | 2001 | "Lady Marmalade"                                                                                             | 1 | 1 | 1 | — | ● | 2▲ |
| Stripped | Christina Aguilera, Rockwilder, Balewa Muhammad, Redman, Jasper Cameron                                          | 2002 | "Dirrty" | 48 | 1 | 4 | — | — | ▲ |
| Stripped | Linda Perry | 2002 | "Beautiful"                                                                                                  | 2 | 1 | 1 | ● | — | ▲ |
| Stripped | Scott Storch | 2003 | "Fighter" | 20 | 3 | 5 | ● | — | ● |
| Stripped | Christina Aguilera, Scott Storch, Matt Morris                                                                    | 2003 | "Can't Hold Us Down"                                                                                         | 12 | 6 | 5 | — | — | ● |
| Stripped | Christina Aguilera, Glen Ballard                                                                                 | 2003 | "The Voice Within"                                                                                           | 33 | 9 | 8 | — | — | — |
| Back to Basics                                                                                               | Christina Aguilera, Charles Roane, DJ Premier, Harold Beatty, Kara DioGuardi                                     | 2006 | "Ain't No Other Man"                                                                                         | 6 | 2 | 6 | ▲ | — | ● |
| Back to Basics                                                                                               | Linda Perry | 2006 | "Hurt" | 19 | 11 | 9 | ● | — | ▲ |
| Back to Basics                                                                                               | Linda Perry | 2007 | "Candyman"                                                                                                   | 25 | 17 | 2 | ● | — | ● |
| | | | | | | | | | |
| Bandera de Estados Unidos                                                                                    | Bandera del Reino Unido                                                                                          | Bandera de Australia                                                                                         | Bandera de Estados Unidos                                                                                    | Bandera del Reino Unido                                                                                      | Bandera de Australia                                                                                         | | | | |
| | | | Sencillos Nº 1 y Platinos                                                                                    | 4 | 4 | 2 | 2▲ | 2▲ | 8▲ |
| Sencillos top 5 y Oros                                                                                       | 5 | 7 | 8 | 6● | ● | 4● | | | |
| Sencillos top 10 y Platas                                                                                    | 1 | 10 | 12 | — | — | — | | | |

## Lista de canciones
| N.º | Título                                                                                         | Duración |  |
| 1.  | «Genie in a Bottle»                                                                            | 3:36     |  |
| 2.  | «What a Girl Wants» (Radio Version)                                                            | 3:20     |  |
| 3.  | «I Turn to You» (Radio Edit)                                                                   | 3:59     |  |
| 4.  | «Come On Over Baby (All I Want Is You)» (Radio Version)                                        | 3:23     |  |
| 5.  | «Nobody Wants to Be Lonely» (Ricky Martin featuring Christina Aguilera - Non-US Edition)       | 4:11     |  |
| 6.  | «Lady Marmalade» (Christina Aguilera, Missy Elliott, Lil' Kim, Mýa, and Pink - Non-US Edition) | 4:25     |  |
| 7.  | «Dirrty» (featuring Redman)                                                                    | 4:58     |  |
| 8.  | «Fighter»                                                                                      | 4:05     |  |
| 9.  | «Beautiful»                                                                                    | 3:59     |  |
| 10. | «The Voice Within» (Radio Edit - UK/Japan Bonus Track)                                         | 4:15     |  |
| 11. | «Ain't No Other Man»                                                                           | 3:48     |  |
| 12. | «Candyman»                                                                                     | 3:14     |  |
| 13. | «Hurt»                                                                                         | 4:03     |  |
| 14. | «Genie 2.0»                                                                                    | 4:15     |  |
| 15. | «Keeps Gettin' Better»                                                                         | 3:04     |  |
| 16. | «Dynamite»                                                                                     | 3:09     |  |
| 17. | «"You Are What You Are" (Beautiful cover)(Balada electrónica)»                                 | 4:44     |  |

### Edición para España y América Latina
| N.º | Título                                                              | Duración |  |
| 1.  | «Genie in a Bottle»                                                 | 3:36     |  |
| 2.  | «What a Girl Wants»                                                 | 3:20     |  |
| 3.  | «I Turn to You»                                                     | 3:59     |  |
| 4.  | «Come On Over Baby (All I Want Is You)»                             | 3:23     |  |
| 5.  | «Ven conmigo (Solamente tú)»                                        | 3:11     |  |
| 6.  | «Falsas esperanzas»                                                 | 3:10     |  |
| 7.  | «Lady Marmalade» (featuring Missy Elliott, Lil' Kim, Mýa, and P!nk) | 4:25     |  |
| 8.  | «Dirrty» (featuring Redman)                                         | 4:58     |  |
| 9.  | «Fighter» (4255867)                                                 | 4:05     |  |
| 10. | «Beautiful»                                                         | 3:59     |  |
| 11. | «Ain't No Other Man»                                                | 3:48     |  |
| 12. | «Candyman»                                                          | 3:14     |  |
| 13. | «Hurt»                                                              | 4:03     |  |
| 14. | «Genie 2.0»                                                         | 4:15     |  |
| 15. | «Keeps Gettin' Better»                                              | 3:04     |  |
| 16. | «Dynamite»                                                          | 3:09     |  |
| 17. | «"You Are What You Are (Beautiful cover) (balada electrónica)"»     | 4:44     |  |

Deluxe Edition - Bonus DVD
| N.º | Título                                                  | Duración |  |
| 1.  | «Genie in a Bottle» (Video musical)                     |          |  |
| 2.  | «What a Girl Wants» (Video musical)                     |          |  |
| 3.  | «I Turn to You» (Video musical)                         |          |  |
| 4.  | «Come On Over Baby (All I Want Is You)» (Video musical) |          |  |
| 5.  | «Dirrty» (Video musical)                                |          |  |
| 6.  | «Fighter» (Video musical)                               |          |  |
| 7.  | «Beautiful» (Video musical)                             |          |  |
| 8.  | «Ain't No Other Man» (Video musical)                    |          |  |
| 9.  | «Candyman» (Video musical)                              |          |  |
| 10. | «Hurt» (Video musical)                                  |          |  |

## Listas

### Semanales
| Lista (2008)                                                            | Posición más alta |
| ----------------------------------------------------------------------- | ----------------- |
| Alemania (Media Control GfK)                                            | 20                |
| Australia (ARIA Charts)                                                 | 8                 |
| Austria (Lista de Álbumes)                                              | 10                |
| Bélgica (Flandes) (Ultratop 50)                                         | 23                |
| Bélgica (Valonia) (Ultratop 50)                                         | 24                |
| Dinamarca (Lista de Álbumes)                                            | 15                |
| España (Productores de Música de España)                                | 34                |
| Estados Unidos (Billboard 200)                                          | 9                 |
| Finlandia (Yle)                                                         | 9                 |
| Francia (Syndicat National de l'Édition Phonographique)                 | 7                 |
| Grecia (IFPI Grecia)                                                    | 13                |
| Holanda (MegaCharts)                                                    | 28                |
| Italia (Federazione Industria Musicale Italiana)                        | 15                |
| Irlanda (Lista de Álbumes)                                              | 9                 |
| Japón (Oricon)                                                          | 5                 |
| México (Asociación Mexicana de Productores de Fonogramas y Videogramas) | 15                |
| Nueva Zelanda (Recording Industry Association of New Zealand)           | 15                |
| Reino Unido (Álbumes R.U.)                                              | 10                |
| Suecia (Sverigetopplistan)                                              | 41                |
| Suiza (Hitparade)                                                       | 14                |
| Taiwán (Álbumes Internacionales)                                        | 1                 |
| Taiwán (Álbumes)                                                        | 10                |
| Lista (2011)                                                            | Posición más alta |
| Estados Unidos (Billboard 200)                                          | 45                |
| Estados Unidos (Top Pop Catalog Albums)                                 | 9                 |

### Anuales
| Lista (2008)                        | Posición |
| ----------------------------------- | -------- |
| Australia (Australian Albums Chart) | 95       |
| Dinamarca (Hitlisterne Albums)      | 84       |
| Reino Unido (UK Albums Chart)       | 140      |

## Certificaciones
| País           | Organismo certificador | Certificación    | Ventas certificadas | Simbolización | Ref.   |
| -------------- | ---------------------- | ---------------- | ------------------- | ------------- | ------ |
| Japón          | RIAJ                   | Disco de Oro     | 100 000+            |               | [ 49 ] |
| Reino Unido    | BPI                    | Disco de Oro     | 100 000+            |               | [ 50 ] |
| Estados Unidos | RIAA                   | Disco de Oro     | 500 000+            |               | [ 51 ] |
| Australia      | ARIA                   | Disco de Platino | 70 000              |               | [ 52 ] |
| Bélgica        | BEA                    | Disco de Oro     | 15 000              |               | [ 53 ] |
| Irlanda        | IRMA                   | Disco de Oro     | 7 500               |               | [ 54 ] |
| Rusia          | NFPF                   | 2x Disco platino | 40 000              |               | [ 55 ] |